# 동위 효정제
위 효정황제 원선견(魏 孝靜皇帝 元善見, 524년 ~ 552년 1월 21일(음력 551년 12월 10일))은 중국 남북조 시대 동위의 황제(재위 : 534년 ~ 550년)이다. 북위 효문제의 증손으로 조부는 원역(元懌)이며 원단의 적자로 태어났다.

## 생애
효무제 원수가 달아나자, 고환(高歡)은 효정제를 옹립하고 이어서 수도를 업(鄴)으로 옮겼다. 이로써 동위가 건국되었다.
고환의 전횡이 계속되면서 효정제는 고씨일족의 꼭두각시에 불과했다. 동위의 정권은 모두 고씨의 손에 있었다. 고환이 죽자 그 아들인 고양이 재상이 되어 550년에 효정제로부터 제위를 선양받고 북제를 건국했다.
이후 효정제는 중산왕(中山王)으로 강등되고 얼마 안가 짐살당했다.

## 기년
| 효정제      | 원년            | 2년        | 3년        | 4년        | 5년                 | 6년                 | 7년        | 8년        | 9년        | 10년            |
| ----------- | --------------- | ---------- | ---------- | ---------- | ------------------- | ------------------- | ---------- | ---------- | ---------- | --------------- |
| 서력 (西曆) | 534년           | 535년      | 536년      | 537년      | 538년               | 539년               | 540년      | 541년      | 542년      | 543년           |
| 간지 (干支) | 갑인(甲寅)      | 을묘(乙卯) | 병진(丙辰) | 정사(丁巳) | 무오(戊午)          | 기미(己未)          | 경신(庚申) | 신유(辛酉) | 임술(壬戌) | 계해(癸亥)      |
| 연호 (年號) | 천평(天平) 원년 | 2년        | 3년        | 4년        | 5년 원상(元象) 원년 | 2년 흥화(興和) 원년 | 2년        | 3년        | 4년        | 무정(武定) 원년 |
| 효정제      | 11년            | 12년       | 13년       | 14년       | 15년                | 16년                | 17년       |            |            |                 |
| 서력 (西曆) | 544년           | 545년      | 546년      | 547년      | 548년               | 549년               | 550년      |            |            |                 |
| 간지 (干支) | 갑자(甲子)      | 을축(乙丑) | 병인(丙寅) | 정묘(丁卯) | 무진(戊辰)          | 기사(己巳)          | 경오(庚午) |            |            |                 |
| 연호 (年號) | 2년             | 3년        | 4년        | 5년        | 6년                 | 7년                 | 8년        |            |            |                 |